# IC 4119
IC 4119 је спирална галаксија у сазвјежђу Береникина коса која се налази на листи објеката дубоког неба у Индекс каталогу.
Деклинација објекта је + 19° 13' 57" а ректасцензија 13h 3m 15,1s. Привидна величина (магнитуда) објекта IC 4119 износи 16,7 а фотографска магнитуда 17,5.